# 蓮華寺 (あま市)
蓮華寺（れんげじ）は、愛知県あま市蜂須賀にある真言宗智山派の寺院。山号は池鈴山。本尊は阿弥陀如来。

## 由緒
弘仁年間（810年 - 824年）空海の開山により創建されたと伝えられる。この地から出たとされ、阿波国徳島藩主となった蜂須賀氏の帰依を受け、尾張徳川家からも寺領が安堵されている。蜂須賀小六の菩提寺であり、蜂須賀小六・家政親子の位牌が安置されている。仁王門は家政の寄進と伝わる。南西には、蜂須賀小六の旧宅や1ヘクタールに及ぶ蜂須賀城があったと伝わっている。

## 文化財
愛知県指定文化財
- 金剛界・胎蔵界曼荼羅[3]
- 木造仏頭[4]
- 法華経紫紙鎌倉版8巻[5]

愛知県指定名勝
- 庭園[6]

### 愛知県指定天然記念物
- カヤノキ

### あま市指定文化財
- 二十五菩薩面
- 二十五菩薩お練り供養　あま市指定無形民俗文化財

## 所在地
- 愛知県あま市蜂須賀1352

## ギャラリー
- かつての蓮華寺の様子（『尾張名所図会. 巻７ 海東・海西郡』より「蓮華寺」）
- 仁王門
- 蜂須賀小六正勝公碑、蜂須賀城址